# Jacob Christian Lindberg

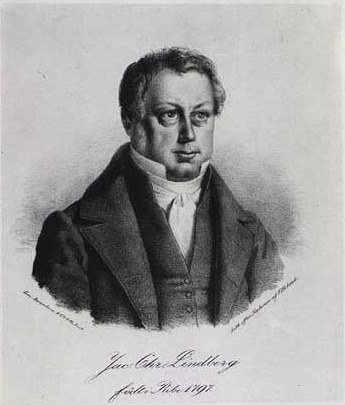
Jacob Christian Lindberg.

Jacob Christian Lindberg, född den 14 januari 1797 i Ribe, död den 10 december 1857 i Lille Lyngby, var en dansk teolog och språkforskare.
Lindberg avlade 1822 teologisk examen med utmärkelse och blev samma år adjunkt vid metropolitanskolan i Köpenhamn (till 1830) samt tog 1828 magistergraden med en avhandling om en fenicisk-grekisk inskrift på Malta. Han ställde sig på Grundtvigs sida i dennes fejd 1825 med professor H.N. Clausen och visade sig som skarpsinnig och stridbar polemiker, först mot Clausen (till 1830), senare mot de rationalistiska prästerna, som egenmäktigt ändrade den gammallutherska ritualen. I striden mot Clausen anklagades han för förment skymf mot regeringen, men frikändes; i de andra striderna genomdrev han med ihärdighet sin vilja. Han stod även i spetsen för de fria kyrkliga församlingar av köpenhamnska småborgare, som blev grundstammen för den senare grundtvigianska församlingen. Lindberg utgav dessa år Maanedsskrift for Christendom og Historie (2 band, 1830–1832) och Den nordiske Kirketidende (8 band, 1833–1840) och påbörjade sin översättning av Bibeln (med undantag av de apokryfiska böckerna), som utkom 1837–1853 (3:e genomsedda upplagan 1866) och vann stor spridning. År 1844 blev han kyrkoherde på Falster och stannade där till få månader före sin död. Sedan 1853 hade han som utpräglat frisinnad och nationell säte och stämma i folketinget, sedan 1856 dessutom i riksrådet. Redan i sin ungdom hade han grundligt studerat österländska språk och myntväsen. Han utgav flera hjälpmedel till läsning av hebreiska, varibland Hovedreglerne af den hebraiske Grammatik (1831; svensk översättning 1843; 5:e upplagan, 1873) och Analytisk hebraisk-dansk Haandlexicon (1835). Han författade även en rad uppsatser om kufiska mynt. Lindbergs förarbeten bildar grundvalen till Ludvig Müllers stora verk om Nord-Afrikas mynt. Lindbergs son Niels Lindberg (1829–1886) var från 1876 valmenighetspräst i Kjerteminde, där han kraftigt och nitiskt hävdade den grundtvigianska uppfattningen.